# Beschäftigungsquote
Die Beschäftigungsquote oder Erwerbstätigenquote bezeichnet den Anteil der Erwerbstätigen an der Bevölkerung oder einer Bevölkerungsgruppe. Dabei werden Erwerbstätige in Vollzeit oder Teilzeit gleichermaßen gezählt, ebenso wie Personen, deren Arbeitsverhältnis zum Erhebungszeitpunkt ruht, etwa aufgrund von Elternzeit. Entsprechend der internationalen Definition der Beschäftigungsquote werden auch Personen in die Quote eingerechnet, die mindestens eine Stunde in der vorherigen Woche des Berechnungszeitraumes gearbeitet haben.  Die Beschäftigungsquote oder Erwerbstätigenquote wird von der Organisation für wirtschaftliche Zusammenarbeit und Entwicklung für alle Mitgliedsstaaten als Zeitreihen im Internet berichtet. Die Beschäftigungsquote oder Erwerbstätigenquote wird durch eine statistische Befragung einer bestimmten Anzahl von Personen ermittelt und auch von Eurostat regelmäßig für die EU-Mitgliedsländer berichtet.

## Abgrenzung
Je nach Referenzbevölkerung wird unterschieden zwischen:
- Bruttoerwerbstätigenquote: Anteil der Erwerbstätigen an der Gesamtheit der Wohnbevölkerung.

- Standardisierte Erwerbstätigenquote: Anteil der Erwerbstätigen an der Wohnbevölkerung ab einem bestimmten Mindestalter (in der Regel 15 Jahre).

- Nettoerwerbstätigenquote: Anteil der Erwerbstätigen an der Wohnbevölkerung in einem erwerbsfähigen Alter (in der Regel 15 Jahre bis gesetzliches Rentenalter).

Erwerbstätigenquote meint im Allgemeinen die Nettoerwerbstätigenquote.
Wird nicht die bloße Anzahl der Personen berücksichtigt, sondern die Anzahl mit einem der Arbeitszeit entsprechenden Term gewichtet, spricht man von einer Vollzeitäquivalent-Erwerbstätigenquote.
Zu unterscheiden ist die Beschäftigungs- oder Erwerbstätigenquote von der Erwerbsquote, welche auch Erwerbslose miteinbezieht.

## Beschäftigungsquote der Bundesrepublik Deutschland

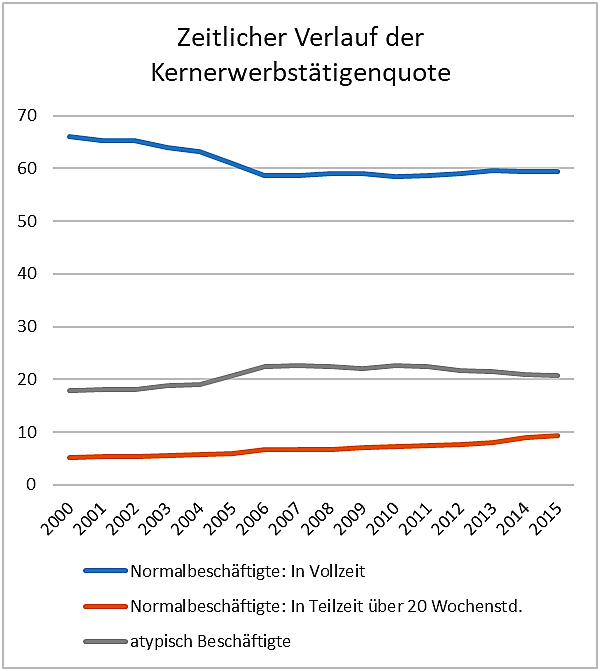
Anteil der abhängigen beschäftigten Kernerwerbstätigen an allen Kernerwerbstätigen in %. Kernerwerbstätige sind nur Erwerbstätige im Alter von 15 bis 64 Jahren, nicht in Bildung/Ausbildung oder einem Wehr-, Zivil- sowie Freiwilligendienst.

Erwerbstätigenquote (Anteil der Erwerbstätigen an der gleichaltrigen Bevölkerung) nach Gebietsstand und Geschlecht in der Altersgruppe 15 bis unter 65 Jahren Ergebnis des Mikrozensus in Prozent (%).
(Quelle: Statistisches Bundesamt, Stand 2. April 2024)
| Jahr | Insgesamt in % |
| ---- | -------------- |
| 2023 | 77,2           |
| 2022 | 76,8           |
| 2021 | 75,6           |
| 2020 | 75,5           |
| 2019 | 76,7           |
| 2018 | 75,9           |
| 2017 | 75,2           |
| 2016 | 74,4           |
| 2015 | 73,8           |
| 2014 | 73,6           |
| 2013 | 73,3           |
| 2012 | 72,8           |
| 2011 | 72,5           |
| 2010 | 71,0           |
| 2009 | 70,2           |
| 2008 | 70,0           |
| 2007 | 68,9           |
| 2006 | 67,1           |
| 2005 | 65,4           |
| 2004 | 64,3           |
| 2003 | 64,9           |
| 2002 | 65,4           |
| 2001 | 65,8           |
| 2000 | 65,4           |

## Kritik
In die Beschäftigungsquote geht nur die Zahl derjenigen Personen ein, die einer vertraglich geregelten Erwerbstätigkeit nachgehen.
Nicht in der Beschäftigungsquote enthalten sind beispielsweise (unentgeltliche) Tätigkeiten von Kindererziehung und Pflege, im Haushalt und in Vereinen. Schwarzarbeit sowie jegliche Aktivität, die im engeren oder weiteren Sinn unter dem Begriff „Schattenwirtschaft“ gefasst wird, ist ebenfalls nicht in der Beschäftigungsquote enthalten.
Ob Studenten, Azubis usw. in der Beschäftigungsquote erfasst werden, hängt von deren Arbeitsstatus ab.
Die Beschäftigungsquote oder Erwerbstätigenquote wird durch eine statistische Befragung einer bestimmten Personengruppe ermittelt, die eventuell nicht repräsentativ für die Gesamtbevölkerung ist.